# Joc d'habilitat mental

Un puzle o trencaclosques és un joc d'habilitat mental que consisteix a encaixar un gran nombre de peces petites retallades, sovint de formes irregulars però que no s'encavalquen mai ni deixen espais buits entre elles. Cada peça sòl contenir un petit fragment d'una fotografia, que es veu completa quan s'acaba tota la tasca.

Un joc d'habilitat mental (en anglès puzzle game), és un joc en què s'ha de trobar una solució a un problema, endevinalla o enigma, seguint un conjunt de regles, en el que suposa un desafiament.
N'hi ha moltes variants. El puzle o Cub de Rubik consisteixen en reconstruir una determinada figura tot combinant correctament peces encunyades, de perfil irregular (fetes de cartó, plàstic, fusta, etc.), en què hi ha una part de la figura total, plana o tridimensional. A més dels trencaclosques mecànics hi ha jocs de cartes com el solitari, trencaclosques geomètrics com el Joc del 15 o el Tangram, els que es resolen amb paper i llapis, els basats en altres jocs, com les Vuit reines a partir dels escacs, o jocs numèrics com el quadrat màgic.
Els jocs d'habilitat mental són concebuts sovint com una forma d'entreteniment, però són útils per a desenvolupar el sentit de representació espacial i també poden derivar del plantejament de seriosos problemes matemàtics. En aquests casos, la troballa de la solució pot ser una contribució important a la recerca matemàtica.

## Història
Els primers jocs d'habilitat mental documentats són les endevinalles. A Europa, la mitologia grega va produir endevinalles com l'enigma de l'Esfinx. També es van produir moltes endevinalles durant l'edat mitjana.
Els trencaclosques de peces retallades són potser la forma més popular de trencaclosques. Es van inventar al voltant de 1760, quan John Spilsbury, un gravador i cartògraf britànic, va fer un mapa en un full de fusta, que després va serrar al voltant del contorn de cada país individual al mapa. En acabat va utilitzar les peces resultants per a l'ensenyament de la geografia.
Després de fer-se popular entre el públic, aquest tipus d'ajuda didàctica va continuar sent l'ús principal dels trencaclosques fins al voltant de 1820.
El trencaclosques més gran (40.320 peces) està fet per l'empresa alemanya de jocs Ravensburger. El trencaclosques més petit mai fet es va crear al LaserZentrum Hannover. Té només cinc mil·límetres quadrats, la mida d'un gra de sorra.
A principis del segle xx, les revistes i els diaris van descobrir que podien augmentar el seu nombre de lectors mitjançant la publicació de concursos de trencaclosques, començant per mots encreuats o el sudoku. El Paraulògic és també un tipus de joc d'habilitat mental.

## Tipus

### Trencaclosques mecànics
Un trencaclosques mecànic es presenta amb un grup de peces mecàniques interrelacionades. El més bàsic és el puzle. Dins aquest grup hi ha el cub de rubik, el cub soma, les Torres d'Hanoi o els trencaclosques multipiràmides.

### Jocs de cartes
Jocs de cartes tradicionals com el solitari.

### Trencaclosques geomètrics amb peces
Es tracta de trencaclosques geomètrics jugats amb peces com el joc del 15 o el Tangram.

### Trencaclosques geomètrics amb paper i llapis
Són trencaclosques geomètrics que es resolen amb paper i llapis.

### Jocs basats en altres jocs
Són jocs que tenen el seu origen normatiu en altres jocs, com el Problema de la ruta del cavall o les vuit reines, basats en els escacs.

### Jocs numèrics, de lletres o símbols
Els numèrics són jocs com el quadrat màgic o el Sudoku. Entre els de lletres hi ha els Mots encreuats. Entre els de símbols trobem el Jeroglífic. El Triòmino, Pentòmino

### Jocs lògics de coeficient intel·lectual
En aquest grup hi ha els integrogrames, que són una frase composta per paraules que comencen cadascuna per una lletra de l'abecedari només una vegada, sense repeticions.

### Enigmes
Entre aquests hi ha les endevinalles o els enigmes de l'antiguitat.

### Problemes matemàtics
Des de tasques aritmètiques xifrades en què els números s'han substituït per altres caràcters a tasques de construcció i de resolució de problemes.

### Jocs d'ordinador
Tals com el mateix tetris o el sokoban.

### Laberints
Trobar maneres de sortir en un embolcall constant de ramificació i intersecció en un laberint.

## Galeria d'imatges

Cub de Rubik
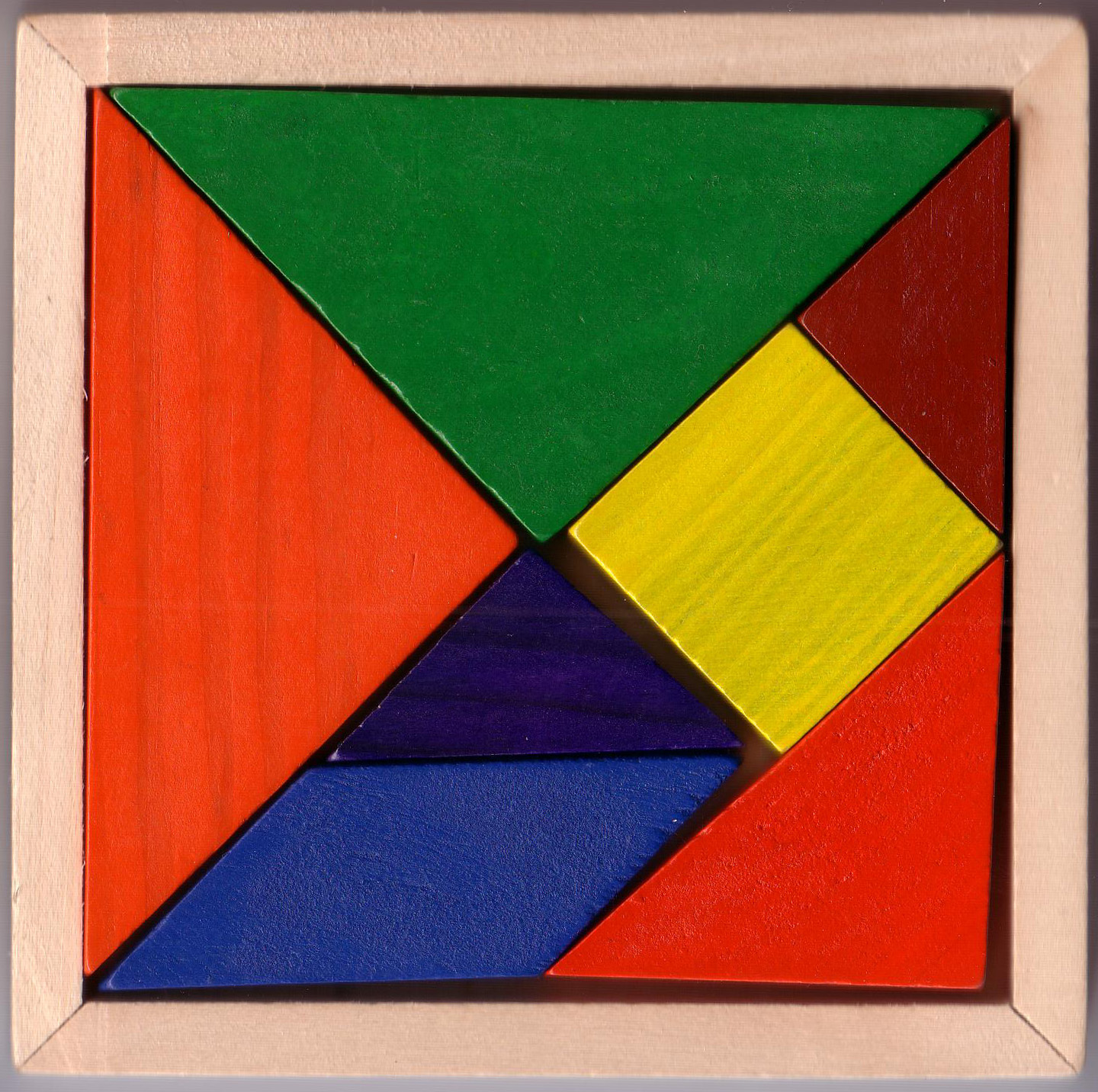
Tangram
Pentòmino
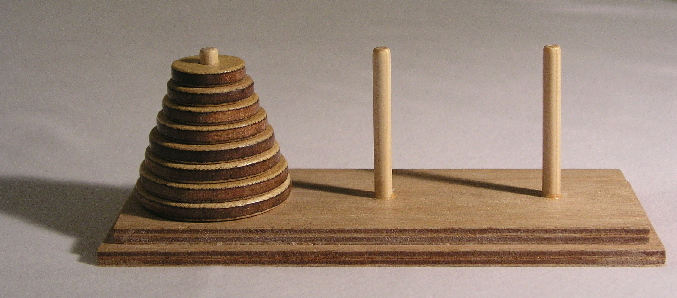
Torre d'Hanoi